# Micropterix isobasella
Micropterix isobasella là một loài bướm đêm thuộc họ Micropterigidae. It has a restricted alpine distribution ở miền nam Thụy Sĩ và miền bắc Ý